# وزارت محیط‌زیست ارمنستان
نمونه
وزارت محیط‌زیست جمهوری ارمنستان (ارمنی: Հայաստանի Հանրապետության շրջակա միջավայրի նախարարություն Environment)، بخشی از دولت ارمنستان می‌باشد که مسئولیت حفاظت از محیط زیست و میراث طبیعی را برعهده دارد.
این وزارتخانه در سال ۱۹۹۱ پس از استقلال ارمنستان تحت عنوان «وزارت حفاظت محیط زیست و طبیعت» تأسیس شد و در سال ۱۹۹۵ به «وزارت حفاظت از طبیعت و سنگ‌کره» و دیرتر به «وزارت حفاظت طبیعت» تغییر نام داد. اغلب همچنین به عنوان «وزارت بوم‌شناسی» نیز شناخته می‌شود.
از سال ۱۹۹۷ مقامات این وزارت‌خانه به کنوانسیون تنوع زیستی گزارش داده‌اند. در سال ۱۹۹۹، کار ترکیبی هشت گروه از متخصصان، منجر به «نخستین گزارش ملی دربارهٔ تنوع زیستی ارمنستان» و «برنامه اقدام تنوع زیستی» شد که با دستورالعمل کنوانسیون تنوع زیستی و اهداف توسعه اولویت ارمنستان آماده شد.
از ۱۰ دسامبر ۲۰۲۱ تا کنون هاکوب سیمیدیان به عنوان وزیر محیط زیست منصوب شده‌است.

## وزیران
| نام وزیر           | آغاز           | پایان | حزب |
| ------------------ | -------------- | ----- | --- |
| ورام تئوسیان       | ۱۹۹۰           | ۱۹۹۱  |     |
| کارینه دانیلیان    | ۱۹۹۱           | ۱۹۹۴  |     |
| سورن آودیسیان      | ۱۹۹۴           | ۱۹۹۵  |     |
| سورن آودیسیان      | ۱۹۹۵           | ۱۹۹۶  |     |
| سورن آودیسیان      | ۱۹۹۶           | ۱۹۹۷  |     |
| سارگیس شاهازیزیان  | ۱۹۹۷           | ۱۹۹۸  |     |
| گئورگ وارطانیان    | ۱۹۹۸           | ۲۰۰۰  |     |
| موراد مورادیان     | ۲۰۰۰           | ۲۰۰۱  |     |
| واردان آیوازیان    | ۲۰۰۱           | ۲۰۰۷  |     |
| آرام هاروتیونیان   | ۲۰۰۷           | ۲۰۱۴  |     |
| آرامائیس گریگوریان | ۲۰۱۴           | ۲۰۱۸  |     |
| اریک گریگوریان     | ژوئن ۲۰۱۸      | ؟     |     |
| رومانوس پتروسیان   |                |       |     |
| هاکوب سیمیدیان     | ۱۰ دسامبر ۲۰۲۱ |       |     |